# Asir
Asir (arab. عسير) – jedna z 13 prowincji Arabii Saudyjskiej. Znajduje się na południu kraju.